# 延艺云
延艺云（1956年—），男，陕西绥德人，中国剧作家，中国电影家协会理事，陕西电视台原副台长，中国电视剧飞天奖优秀编剧。